# Tjäder
Tjäder (Tetrao urogallus) är en skogsfågel i familjen fasanfåglar. Den förekommer i öppna skogar i norra och mellersta Europa samt i norra Asien. Den är nära besläktad med orre och det förekommer hybrider mellan tjäder och andra hönsfåglar.

## Utseende och läte

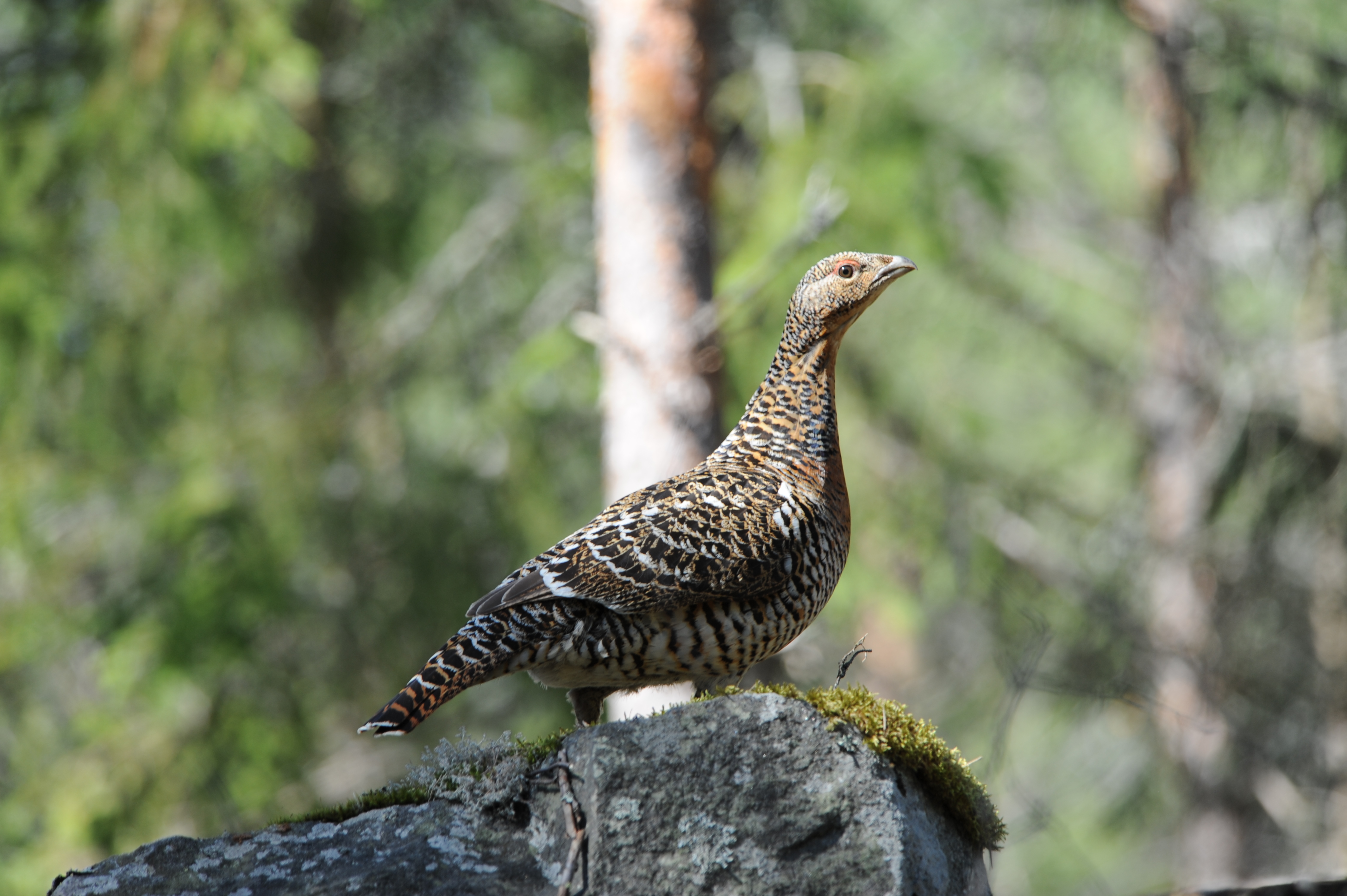
Tjäderhöna

Tjädern är en mycket stor och tung hönsfågel som liknar orren, men skiljs från denna genom större storlek och den rundade stjärten. Könen är olika såväl i storlek som färg där hanen är betydligt större. 
Den adulta hanens huvud, nacke, framrygg, strupe och övre delen av bröstet är fint vattrade i svart, ljusgrått och mer eller mindre skimrande i blått. Bakryggen, skulderfjädrar, vingtäckare och armpennor är bruna med svart och ljusgrå vattring medan handpennorna är gråbruna. Armpennorna har vitaktig spets och handpennorna är i ytterfanet kantade med vitt. Övergumpen och övre stjärttäckarna är svarta med gråvit vattring, de senare med vita spetsar. 
Stjärten är svart, ofta med vita horisontella fläckar på mitten. Mindre täckare är vita och bildar en fläck framför skulderfjädrarna. Bröstets främre del är grönaktig med stark metallglans medan återstoden av bröstet, buken, undergumpen och undre stjärttäckarna är svartaktiga med vit vattring och sparsamma vita fläckar. Den har ett rött svullet ögonbryn. Näbben är hos äldre individer gulvit, hos yngre mörkare. Längden är 74–90 cm och vingspannet omkring 115 cm. 
Honan är spräcklig i brunsvart, rostgult, grått och vitt. Dess strupe och bröst är enfärgat orangebruna. De mindre täckarna är vita vilket ger den en liten vit fläck vid vingvecket. Stjärten är rostbrun med grova svarta tvärband och ett smalt vitt yttre stjärtband. Den mäter i genomsnitt 54–63 cm på längden och har ett vingspann på omkring 95 cm. 

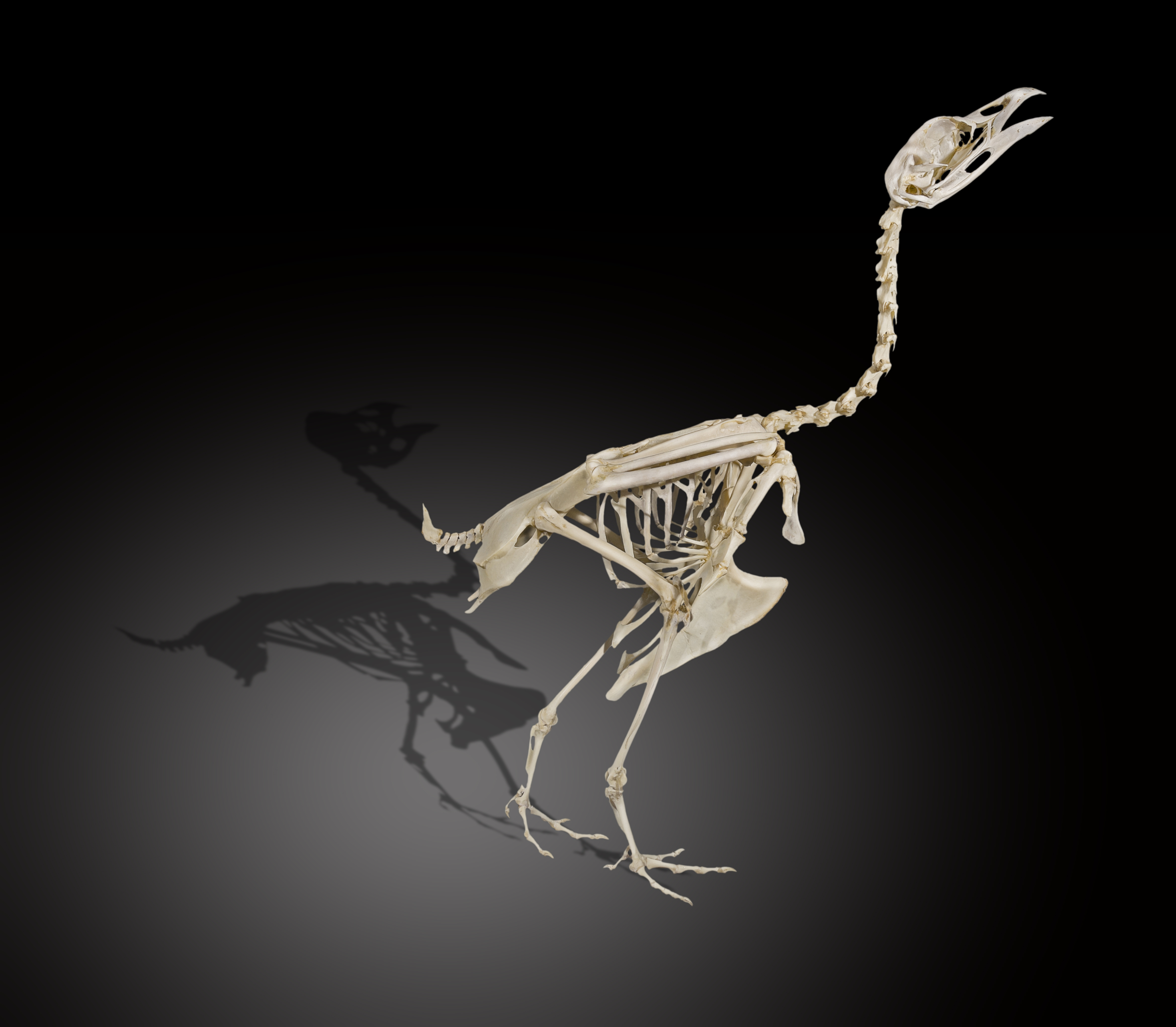
Skelett av tjäder.

En steriliserad höna antar ett mer eller mindre tuppliknande utseende. Först mörknar bröstet och blir brunaktigt, ofta med grönaktig glans, vingarna blir mörkbruna; senare blir ryggen gråvattrad, övergumpen blågrå och stjärten brunsvart. Ännu längre gående tupplikhet har påträffats. Dock bibehålles alltid vissa hönkaraktärer: undersidans fjädrar behåller de långa övre stjärttäckarna och en del stjärtpennor sina vita spetsar.[källa behövs]
Dunungen är på ovansidan grågul med rödbrun inblandning och svarta band och fläckar. Dess undersida är enfärgat grågul. I första fjäderdräkten är könen ganska lika (brunspräckliga, "hönliknande"); dock igenkänns ungtuppen på att huvudet och halsen är fint vattrade av ljusgrått och svartbrunt och att rygg och skuldror är mörkare än hos hönan.

### Läte
Tjädern är vanligtvis tystlåten under året förutom på våren när de spelar inför häckningen (se nedan). Under spelet urskiljs tre olika läten: Knäppningarna, som liknar det ljud som uppkommer när tunna träpinnar slås mot varandra. Dessa upprepas 8–10 gånger i allt hastigare takt. Därefter följer klunken, som liknar ljudet av en kork som dras ur en flaska. Slutligen kommer sisningarna som liknar det väsande ljudet av en lie som slipas. Av dessa ljud hörs klunken bäst, i lugnt väder upp till 100–150 meter.
Det kraftfullaste lätet är det rapande, rosslande läte som tuppen avger gentemot rivaliserande tuppar. Tjädern "skär näbb" är ett uttryck som ibland brukas av jägare om detta läte. Detta rapande läte, hörs tydligt i skymningen, innan tuppen slagit sig till ro för natten.
Tjädern skär näbb, vanligt när den blir irriterad eller störd.[källa behövs]

## Utbredning, taxonomi och biotop
Arten förekommer i norra och mellersta Europa samt i norra Asien. 

### Taxonomi
Uppfattningen om antalet underarter av tjäder varierar men vanligt är att dela in i åtta underarter.
- T. u. cantabricus (Castroviejo, 1967) – förekommer i Kantabriska bergen i nordvästra Spanien
- T. u. aquitanicus (Ingram, 1915) – förekommer i Pyreneerna
- T. u. crassirostris (kallades tidigare major), inkl. rudolfi – förekommer från Tyskland till sydvästra Baltikum och Balkanhalvön
- nordeuropeisk tjäder[5] T. u. urogallus, inkl. lugens, pleskei, karelicus och lonnbergi (Lönnberg, 1905) – förekommer i Skandinavien och närliggande nordvästra Ryssland men är återintroducerad i Skottland sedan 1837
- T. u. kureikensis, inkl. obsoletus (Buturlin, 1927) – nordöstra Ryssland till nordcentrala Sibirien
- T. u. volgensis (Buturlin, 1907) inkl. grisescens (Kirikov, 1932) – förekommer från södra och centrala Belarus till centrala Ryssland.
- T. u. uralensis (Menzbier, 1887) – förekommer i södra Uralbergen och sydvästra Sibirien.
- T. u. taczanowskii (Stejneger 1885) – förekommer i centrala Sibirien till bergskedjan Altaj, nordvästra Mongoliet och allra nordvästligaste delarna av Xinjiang.

### Förekomst i Sverige
I Sverige finns tjädern av underarten T. u. urogallus i alla större barrskogar från norra Skåne upp till barrskogsgränsen i de lappländska fjällen. En fjärdedel av det europeiska beståndet av tjäder finns i Sverige. Sommartid förekommer den uppe på högfjället, till och med ovanför björkregionen. Den norrländska tjädern är betydligt mindre än den syd- och mellansvenska. Tjädern uppehåller sig helst i skogar som är något blandade med lövträd och genomkorsas av kärr och myrar. Man har dock på flera ställen iakttagit att tjädern börjat trivas också i mindre skogsbestånd, till och med i hagmarker. Tjädern är den största vilda hönsfågeln i Sverige.

## Ekologi

### Biotop
Tjädern förekommer i öppen äldre barrskog. De kan förekomma i skog som är över 70 år‚ men föredrar helst skog som är över 90 år, och undviker områden med stora inslag av lövskog. Sommartid vistas den mest på marken men tillbringar alltid natten i träd, med undantag för honan under ruvningstiden och när ungarna är små. Den föredrar områden med tät vegetation och undviker torra ljunghedar, avverkningsområden, planteringar, öppna mossar och ängar.

### Föda
Tjäderns föda utgörs av diverse växtdelar, som knoppar, späda blad, säd, frön och bär, men den äter också insekter, larver och maskar, särskilt ungarna matas med insekter. Under vintern utgör tallbarr den huvudsakliga födan. För att barren under matspjälkningen effektivare skall sönderdelas sväljer tjädern även småstenar.
Den viktigaste barmarksfödan är blåbär där alla delar av plantan, inklusive blad, nyttjas av tjädern. Blåbärsriset har en viktig biologisk funktion för tjädern och utgör en nyckelart. På hösten uppskattas ekollon och tjädern tar dem både i trädkronorna och på marken.

### Häckning

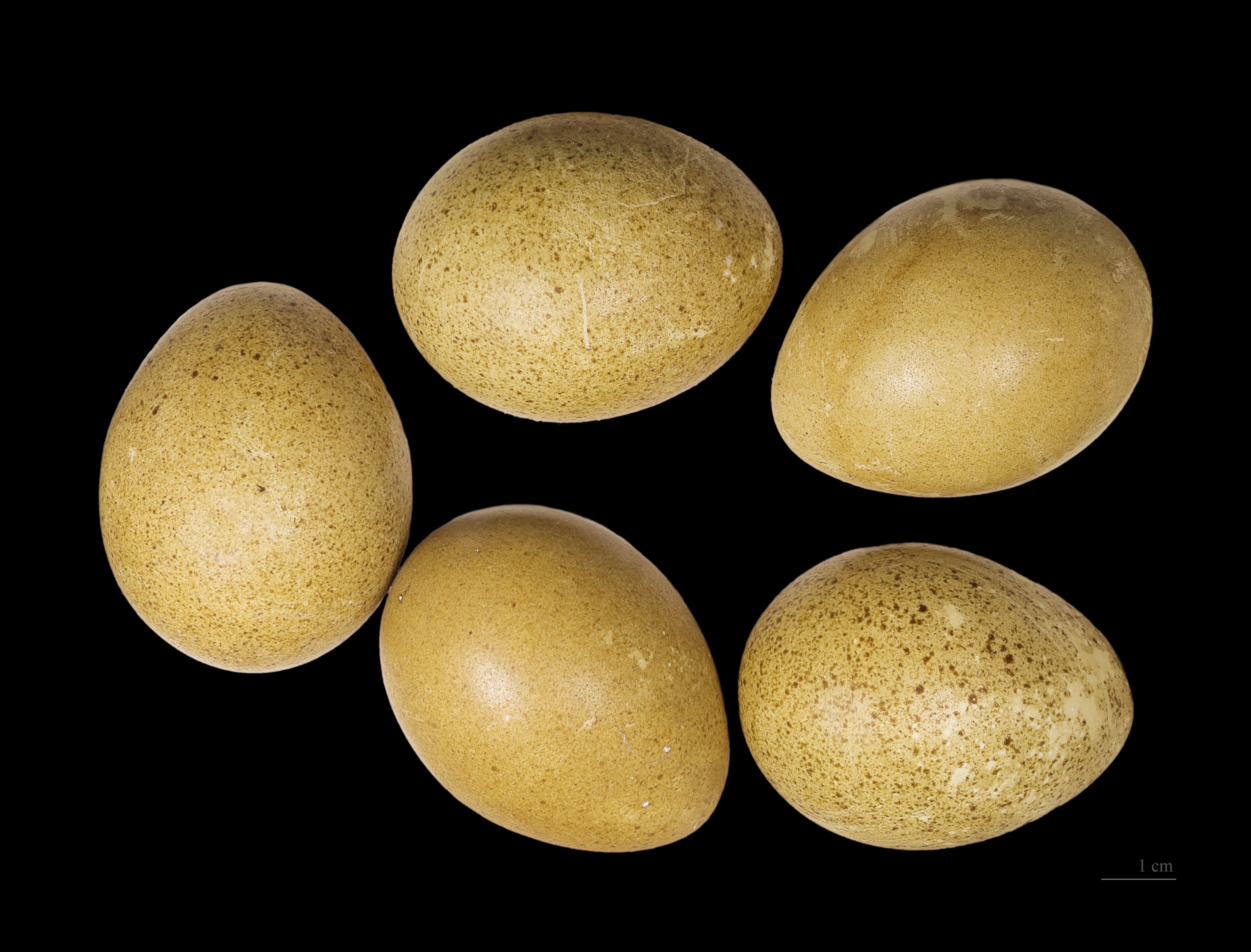
Kull med ägg.

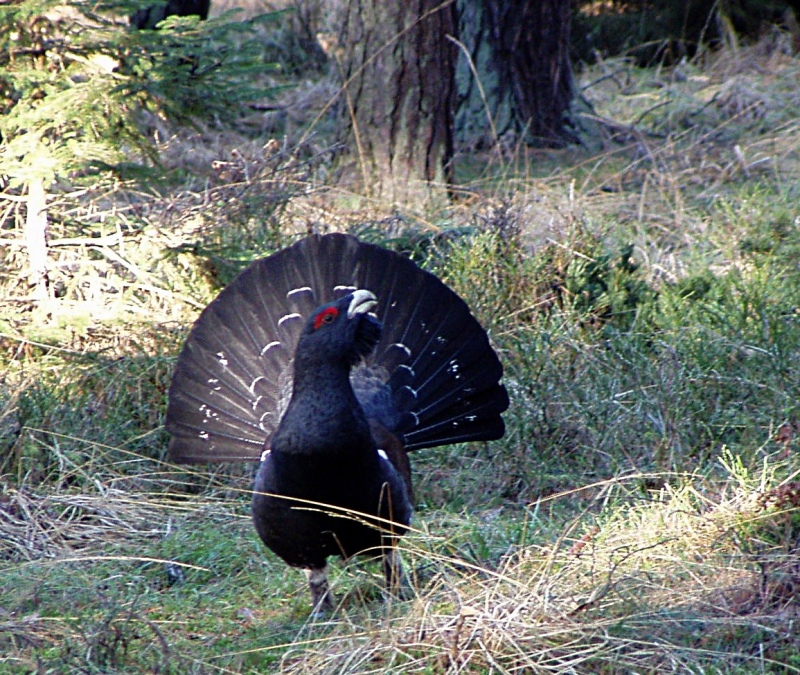
Spelande tjädertupp.

Tidigt på våren, ibland redan i mars men vanligen i början av april samlas tjädertupparna till sin lek för att spela. Honorna kommer till leken först efter mitten av april. Den är vanligen belägen i gammal, högstammig tallskog med flata berghällar. Luckor som uppstått genom skogsbrand är särskilt omtyckta. Spelet börjar tidigt på morgonen, vid 3–4-tiden, fram i maj till och med vid 2-tiden. Först spelar tuppen från det träd, där han tillbringat natten men sedan kommer tupparna ned på marken och utkämpar där ofta heta strider där de äldre försöker mota bort de yngre. Efter soluppgången spelar tuppen också från träd vilket avslutar den dagens lek. Under spelet bär tuppen stjärten solfjäderlikt utspärrad och släpar vingarna i marken. 
Tjäderhönan lägger 8–9 ägg på marken i en enkel fördjupning. Äggen är gulaktiga med små bruna fläckar. Äggläggningen är i södra och mellersta Sverige i regel avslutad omkring mitten av maj. I Norrland infaller den vanligen i senare hälften av samma månad. Ungarna, som kommer fram efter 3 veckors ruvning, är i början mycket känsliga för köld och väta. Vädret under första hälften av juni har därför stor betydelse för tillgången på ungtjäder under året. 

#### Hybridisering
Det förekommer sällsynt men regelbundet hybrider mellan tjäder och några andra skogsfågelarter. Rackelhane är en korsning mellan tjäder och orre, medan riptjäder är en korsning mellan dalriptupp och tjäderhona. Rackelhane och rackelhöns påträffas regelbundet medan riptjäder är mycket sällsynt. Exempelvis finns det bara en känd observation av riptjäder i Sverige men något fler i Norge och Finland.[källa behövs]

## Tjädern och människan

### Hot och status
Tjädern har ett globalt utbredningsområde på över 10 miljoner kvadratkilometer och populationen uppskattas till mellan knappt fem och drygt 8,5 adulta individer. Det finns indikationer på att populationen minskar, men arten anses inte närma sig de gränsvärden uppsatta av IUCN som skulle placera den på rödlistan, varför den kategoriseras som livskraftig (LC).  Dock finns det lokala populationer och underarter som är hotade. Den spanska underarten Tetrao urogallus cantabricus är kategoriserad som hotad av IUCN på grund av en mycket snabb populationsminskning, liten population och ett fragmenterat utbredningsområde. I Skottland återintroducerades arten på 1830-talet efter att ha dött ut. Denna population har minskat kraftigt sedan 1970-talet, på grund av viltdjurstängsel, predation och brist på lämpliga häckningsbiotoper. Populationen dök från 10 000 par på 1960-talet till mindre än 1 000 individer 1999. Populationen på Irland är utdöd sedan 1700-talet och i Belgien sedan 1820-talet.

#### Status i Sverige
Tjäderpopulationen i Sverige minskade i stora delar av Sverige under 1970- och 1980-talen. Tillbakagången berodde till stor del på skogsbrukets ökade omfattning som ledde till en minskad andel gammal tallskog. Under 1990- och 2000-talet ökade stammen igen, främst på grund av goda häckningsframgångar i norra Sverige, men det skedde även en ökning i södra Sverige. Den är ej upptagen på Artdatabankens rödlista utan kategoriseras som livskraftig.
Studier har visat att tjäderns populationsstorlek har en naturlig cykel på fyra till fem år Ett hot mot tjädern är skogsbruk som leder till fragmentering eller monokulturer. Tjädern föredrar skog som är över 70 år och helst över 90 år och denna typ av skog försvinner ofta i och med det industrialiserade skogsbruket. Allt yngre skogar avverkas i takt med att den äldre skogen försvinner, numera avverkas 65–70-åriga skogar, vilket rent biologiskt är att betrakta som ungskogar. Detta betyder att tjädern får allt svårare att finna lämpliga miljöer för sin överlevnad.

### Tjädern som jaktvilt
Huvudartikel: Småviltjakt

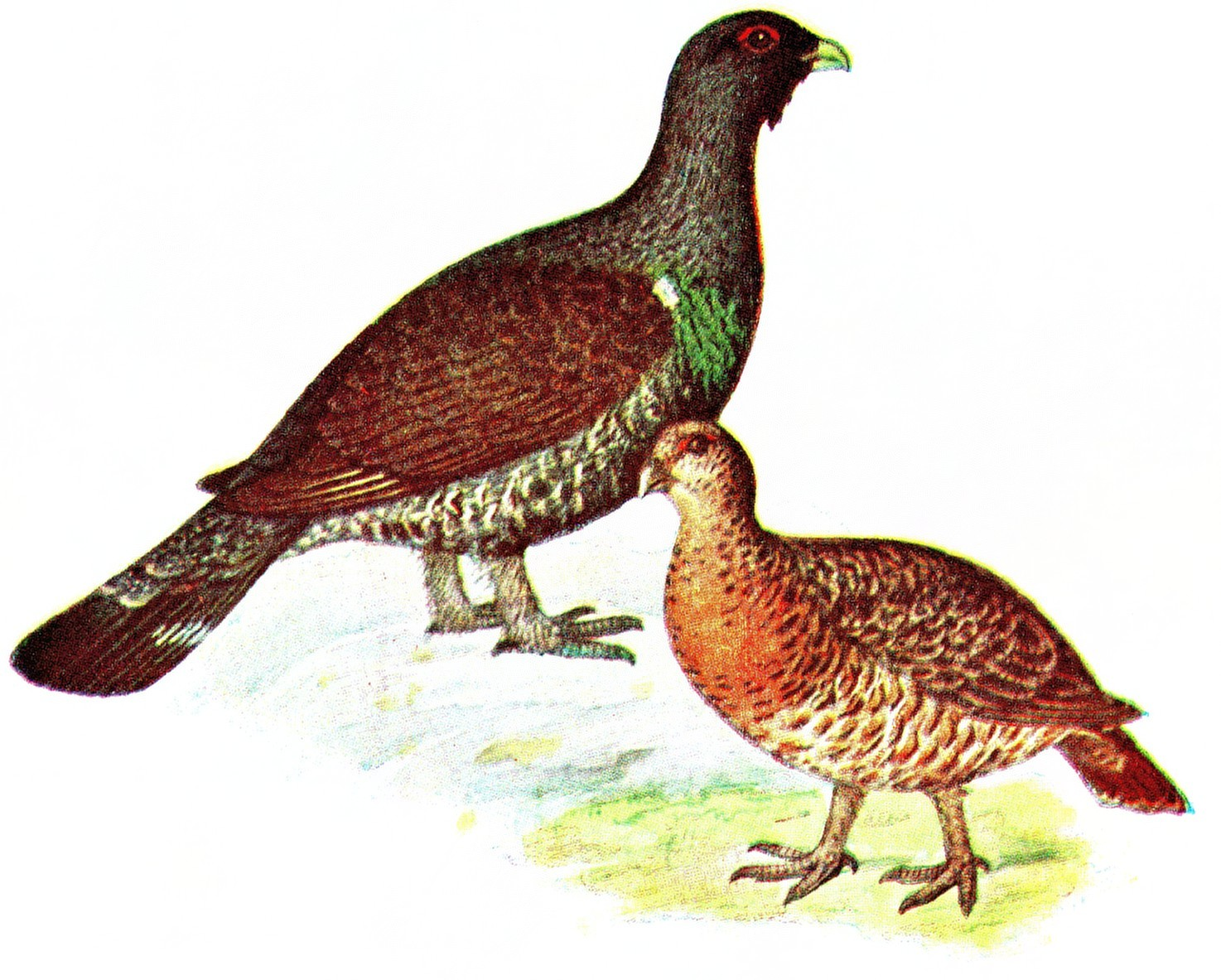
Illustration av tjädertupp och tjäderhöna från Iduns kokbok.

Tjädern har en lång historia som jaktvilt. Jakt på tjäder har bedrivits sedan medeltiden och även innan dess vilket bland annat fynd av tjäderben vid boplatser från stenåldern visar. Tjädern jagas för sitt kött men också för sportens skull och som jakttrofé. I centrala Europa har tjädern som den största hönsfågeln varit speciellt högt värderad som jakttrofé. Tidvis, åtminstone sedan 1700-talet, var tjäderjakt endast förbehållen aristokratin. Även i västra Europa har tjäder haft hög status som jakttrofé. I norra Europa jagas tjädern för sporten och köttets skull. I östra Europa och i Ryssland jagas tjädern främst för köttets skull.
I centrala Europa har tjäderjakt huvudsakligen bedrivits på våren, under den period då tjädertupparna spelar. Högst status som jakttrofé har tjädertuppar och högt rangordnade sådana har därför föredragits av jägarna. Ett problem med denna vårjakt som diskuteras är att den kan störa parningen och resultera i sämre reproduktionsframgång. I Fennoskandinavien och Ryssland, samt i Pyrenéerna och i Skottland, bedrivs tjäderjakt huvudsakligen på hösten och det är mer vanligt att fåglar av båda könen jagas. Höstjakten har ofta ansetts vara mindre kritisk än vårjakten med tanke på hur den påverkar populationsdynamiken, eftersom parningen inte störs och på grund av att jaktförlusterna delvis kompenseras av minskad vinterdödlighet bland de fåglar som återstår. Men undersökningar av detta antagandes riktighet saknas fortfarande.
Trots att tjädern haft hög status som jaktvilt i centrala Europa har jakten generellt endast spelat en mindre ekonomisk roll i dessa områden. I områden med boreal skog, det vill säga de norra och östra delarna av utbredningsområdet, har jakten generellt haft större ekonomiskt vikt. I Ryssland uppskattas under det tidiga 1990-talet att skjutningen årligen har uppgått till 700 000 fåglar. Tjäderns ekonomiska roll i öst har historiskt främst varit som en del av folkhushållningen. Under senare år har i östeuropeiska länder dock ordnats jakter, där jägare som vill ha en jakttrofé betalar för möjligheten att skjuta tjäder, vilket blivit en växande källa till inkomst.
I västra och centrala Europa har många tjäderpopulationer minskat. Sedan 1970-talet är tjäderjakten reglerad i alla väst- och centraleuropeiska länder, men detta har inte vänt de negativa populationstrenderna. Jakt har heller inte varit den enda orsaken till att tjädern minskning, utan även andra faktorer har spelat in. Men det finns fall där alltför intensiv jakt och illegal jakt varit en stark bidragande orsak till att en tjäderpopulation minskat eller dött ut, som i Spanien eller Skottland.
I Sverige och Norge är tjädern ett uppskattat jaktbyte och räknas som "storviltet" bland fåglarna. I Sverige jagas tjädern främst i norra och mellersta Sverige, men även i delar av Västergötland och Småland, där den förekommer i jaktbara bestånd. Jakten bedrivs främst med trädskällande hundar som finsk spets och norrbottenspets, men även med stående fågelhundar som till exempel vorsteh och gordonsetter. I norra Sverige jagar man även tjäder med kulvapen på vintern, så kallad toppfågeljakt.

### I kulturen
Tjädern är Gästriklands landskapsdjur.Tjädern avbildas även i Haninge kommunvapen.

### Folktro
I Sverige trodde man att skogsrået kunde uppträda som orre eller tjäder och att en sådan "trolltjäder" var omöjlig att skjuta.
Tjäder har också använts i folkmedicin. Exempelvis ansågs det i Småland att det var bra att smörja brännsår med tjäderfett. I Norge och delar av Sverige ansågs man skyddad mot ormbett, trolldom och knivhugg om man bar ett tjäderhjärta om armen. I Bayern ansågs de små stenar som finns i tjäderns mage vara bra mot ögonsjukdomar, och för kramper hos spädbarn har man gett dem det torkade och pulveriserade innehållet i tjädermagen eller tjädertunga från en spelande tjäder. Om man lade en tjäderfjäder under en havande kvinnas säng så föder hon med lätthet.

### Namn
Ordet tjäder härstammar från ett germanskt þeþura- eller något liknande, och är sannolikt besläktat med gammalgrekiskans ord för orre, tetrax och tetraon, jämför finskans teeri (orre).  Namnet har förmodligen ett ljudhärmande ursprung, inspirerat av fåglarnas läten. Tyskans ord för tjäder, auerhahn är istället nära besläktat med svenskans orre.
Tjädern har eller har haft en mängd lokala och dialektala namn. Några exempel:  
| Ospecificerat kön          | Ospecificerat kön          | Hanar                                  | Hanar                                                 | Honor      | Honor         |
| Namn                       | Trakt                      | Namn                                   | Trakt                                                 | Namn       | Trakt         |
| -------------------------- | -------------------------- | -------------------------------------- | ----------------------------------------------------- | ---------- | ------------- |
| Fjära                      | —                          | Fjadertopp                             | Småland                                               | Fjäderhöna | Småland       |
| Fjäran                     | Dalsland Värmland          | Fjäderhane (Biskop Brasks Calendarium) | —                                                     | Fjärhöna   | Västergötland |
| Fjärfögjel                 | Östergötland               | Fjärhan                                | Bohuslän Värmland                                     | Raij       | Västerbotten  |
| Fjä-urr                    | Dalarna (Lima)             | Fjärhane                               | Blekinge Dalsland Halland Skåne Småland Västergötland | Ryrhöna    | —             |
| Gråfågel                   | Jämtland                   | Fjärrhane                              | Dalsland Småland Västergötland                        | Rödja      | —             |
| Storfågel                  | Dalarna Norge Västerbotten | Fjärpenne                              | —                                                     | Röj        | —             |
| Terör                      | Norrbotten                 | Fjärtopp                               | Östergötland Kalmar län                               |            |               |
| Tjear                      | Ångermanland               | Fjärtupp                               | Östergötland Kalmar län                               |            |               |
| Tidur                      | Norrbotten                 | Fjärtöpp                               | Östergötland                                          |            |               |
| Tjodder                    | Gästrikland                | Fjärtöppe                              | Småland                                               |            |               |
| Tjidder                    | Piteå                      | Frärhane                               |                                                       |            |               |
| Tjädur                     | Östra Sverige              |                                        |                                                       |            |               |
| Tjödur                     |                            |                                        |                                                       |            |               |
| Vintjädar (Under lektiden) | Västerbotten               |                                        |                                                       |            |               |